# 10807 Uggarde
10807 Uggarde è un asteroide della fascia principale. Scoperto nel 1993, presenta un'orbita caratterizzata da un semiasse maggiore pari a 3,1677223 au e da un'eccentricità di 0,1311793, inclinata di 2,65079° rispetto all'eclittica.
L'asteroide è dedicato a Uggarde Rohr, il più grande dei cairn del Gotland.